# Commercial Resupply Services
Commercial Resupply Services (CRS) (букв. рус. Коммерческие услуги снабжения) — программа NASA по доставке грузов на Международную космическую станцию с помощью частных грузовых космических кораблей. Является производной программы Commercial Orbital Transportation Services (COTS) по развитию коммерческих транспортных систем для доставки грузов и экипажа на МКС.

## Первая фаза программы (CRS1)

### Отбор участников
Более 20 компаний подали заявки на участие в конкурсе, начатом NASA в 2006 году в рамках программы COTS, согласно которому победители поделят бюджет программы (500 млн долларов США) для разработки и демонстрации транспортной системы для доставки грузов на МКС.
В августе 2006 года было анонсировано, что победителями конкурса стали компании Rocketplane Kistler и SpaceX.
В сентябре 2007 года соглашение с Rocketplane Kistler было расторгнуто, в связи с невыполнением компанией утверждённых соглашением обязательств.
В феврале 2008 года, по итогам второго, дополнительного раунда конкурса, была выбрана компания Orbital Sciences Corporation.

### История
22 декабря 2008 года были подписаны контракты с двумя компаниями, на общую сумму 3,5 млрд долларов США, для осуществления 20 миссий снабжения МКС. Контракт с компанией SpaceX, суммой 1,6 млрд долларов, был рассчитан на 12 миссий космического корабля Dragon, выводимого на орбиту ракетой-носителем Falcon 9. Контракт с компанией Orbital Sciences Corporation, суммой 1,9 млрд долларов, был рассчитан на 8 миссий грузового корабля Cygnus, который будет выводить на орбиту ракета-носитель Antares. Оба контракта покрывали снабжение Международной космической станции вплоть до 2016 года включительно и подразумевали возможность их пролонгации. Каждый контракт предусматривал доставку на МКС как минимум 20 тонн груза.
Ещё один финалист конкурса, компания PlanetSpace, подала в Счётную Палату США протест на итоговые результаты конкурса, который был отклонён 22 апреля 2009 года.
23 августа 2012 года NASA анонсировала, что компания SpaceX завершила все этапы сертификации и демонстрационные миссии, и космический корабль Dragon, в паре с ракетой-носителем Falcon 9, сертифицированы для программы снабжения Международной космической Станции.
В марте 2015 года, NASA приняла решение продлить контракты компаний на 4 дополнительные миссии в 2017 году: 3 миссии для SpaceX и 1 миссия для Orbital.
В августе 2015 NASA утвердила ещё 2 дополнительные миссии снабжения МКС для компании Orbital ATK, доведя общее количество миссий до 10.
В декабре 2015 компания SpaceX получила контракт общей стоимостью около 700 млн $ на ещё 5 миссий корабля Dragon к Международной космической станции. Дополнительные миссии позволят обеспечить снабжение станции вплоть до 2019 года, когда стартует вторая фаза программы.

### Миссии
| Название миссии  | Дата (UTC)       | Дата (UTC)        | Результат |
| Название миссии  | начало миссии    | завершение миссии | Результат |
| ---------------- | ---------------- | ----------------- | --------- |
| SpaceX CRS-1     | 8 октября 2012   | 28 октября 2012   | Успех     |
| SpaceX CRS-2     | 1 марта 2013     | 26 марта 2013     | Успех     |
| Cygnus CRS Orb-1 | 9 января 2014    | 19 февраля 2014   | Успех     |
| SpaceX CRS-3     | 18 апреля 2014   | 18 мая 2014       | Успех     |
| Cygnus CRS Orb-2 | 13 июля 2014     | 17 августа 2014   | Успех     |
| SpaceX CRS-4     | 21 сентября 2014 | 25 октября 2014   | Успех     |
| Cygnus CRS Orb-3 | 28 октября 2014  | —                 | Неудача   |
| SpaceX CRS-5     | 10 января 2015   | 11 февраля 2015   | Успех     |
| SpaceX CRS-6     | 14 апреля 2015   | 21 мая 2015       | Успех     |
| SpaceX CRS-7     | 28 июня 2015     | —                 | Неудача   |
| Cygnus CRS OA-4  | 6 декабря 2015   | 20 февраля 2016   | Успех     |
| Cygnus CRS OA-6  | 23 марта 2016    | 22 июня 2016      | Успех     |
| SpaceX CRS-8     | 8 апреля 2016    | 11 мая 2016       | Успех     |
| SpaceX CRS-9     | 18 июля 2016     | 26 августа 2016   | Успех     |
| Cygnus CRS OA-5  | 17 октября 2016  | 27 ноября 2016    | Успех     |
| SpaceX CRS-10    | 19 февраля 2017  | 19 марта 2017     | Успех     |
| Cygnus CRS OA-7  | 18 апреля 2017   | 11 июня 2017      | Успех     |
| SpaceX CRS-11    | 3 июня 2017      | 3 июля 2017       | Успех     |
| SpaceX CRS-12    | 14 августа 2017  | 17 сентября 2017  | Успех     |
| Cygnus CRS OA-8E | 12 ноября 2017   | 6 декабря 2017    | Успех     |
| SpaceX CRS-13    | 15 декабря 2017  | 13 января 2018    | Успех     |
| SpaceX CRS-14    | 2 апреля 2018    | 5 мая 2018        | Успех     |
| Cygnus CRS OA-9E | 21 мая 2018      | 30 июля 2018      | Успех     |
| SpaceX CRS-15    | 29 июня 2018     | 3 августа 2018    | Успех     |
| Cygnus CRS NG-10 | 17 ноября 2018   | 25 февраля 2019   | Успех     |
| SpaceX CRS-16    | 5 декабря 2018   | 14 января 2019    | Успех     |
| SpaceX CRS-17    | 4 мая 2019       | 3 июня 2019       | Успех     |
| Cygnus CRS NG-11 | 17 апреля 2019   | 6 августа 2019    | Успех     |
| SpaceX CRS-18    | 25 июля 2019     | 27 августа 2019   | Успех     |
| SpaceX CRS-19    | 5 декабря 2019   | 7 января 2020     | Успех     |
| SpaceX CRS-20    | 7 марта 2020     | 7 апреля 2020     | Успех     |

## Вторая фаза программы (CRS2)
В 2014 году NASA начало процедуру старта конкурса Commercial Resupply Services 2 (CRS2). NASA намеревалось подписать контракты с одной или более компанией, на 6 или более миссий на одну компанию, для снабжения МКС в период с 2018 по 2020 год, с опцией продления контракта до 2024 года.
Были опубликованы определённые требования к компаниям-конкурсантам:
- доставка 14—17 тонн, 55—70 м3 герметичного груза ежегодно, в 4 или 5 миссиях;
- доставка 1,5—4 тонн негерметичного груза (3—8 предметов) ежегодно;
- возвращение/утилизация 14—17 тонн, 55—70 м3 герметичного груза ежегодно;
- утилизация 1,5—4 тонн негерметичного груза (3—8 предметов) ежегодно;
- разнообразные услуги наземных служб поддержки.

### Отбор участников
Заявки на участие в конкурсе подали 5 компаний:
- SpaceX c кораблём Dragon
- Orbital c кораблём Cygnus
- Sierra Nevada с грузовой версией корабля Dream Chaser[16]
- Boeing c грузовой версией пилотируемого корабля CST-100
- Lockheed Martin c транспортной системой Jupiter/Exoliner[англ.][17].

Lockheed Martin и Boeing выбыли из претендентов конкурса осенью 2015 года.

#### Победители
14 января 2016 года были объявлены 3 компании-победителя конкурса Commercial Resupply Services 2 (CRS2): Orbital ATK, Sierra Nevada Corporation и SpaceX. Каждая компания получит контракты на как минимум 6 миссий снабжения Международной космической станции, с возможностью увеличения количества в случае необходимости. Первая миссия по новым контрактам ожидалась в 2019 году.
Компания Orbital ATK предложила 3 варианта миссий для их корабля Cygnus, два с доставкой герметичного груза на МКС и один с доставкой негерметичного груза. Также для NASA представлена возможность выбора ракеты-носителя для этих миссий: «Антарес», запускаемая с космодрома Уоллопс или «Атлас-5», запускаемая с Мыса Канаверал.
Компания SpaceX также предложила 2 варианта миссий для корабля Dragon, с автоматической и ручной состыковкой к разным стыковочным портам МКС. Для миссий будет использоваться ракета-носитель Falcon 9. Корабль Dragon сможет доставлять на станцию как герметичный, так и негерметичный груз, а также возвращать на землю герметичный груз. Кроме стандартной посадки на воду с помощью парашютов, предложена возможность посадки корабля на землю с использованием собственных двигателей (NASA отказалось от реактивного способа посадки). Это дало бы возможность быстрого доступа к доставленному кораблём грузу.
Компания Sierra Nevada Corporation предложила 2 варианта миссий для грузовой версии корабля Dream Chaser с различными системами состыковки с МКС: автоматической, к порту для пилотируемых кораблей и ручной, к грузовым портам с помощью манипулятора «Канадарм2». Ракетой-носителем для корабля будет «Атлас-5», запускаемая с мыса Канаверал. Корабль Dream Chaser сможет доставлять на станцию как герметичный, так и негерметичный груз, а также возвращать на землю герметичный груз. Особенностью корабля является мягкая посадка на аэродроме и возможность быстрого доступа к грузу после посадки. Кроме того, такой тип посадки существенно снижает величину перегрузки, которую испытывает доставляемый на землю груз, что является важным для некоторых проводимых на МКС экспериментов.

### Миссии
Каждой компании полагается не менее 6 миссий, с возможностью добавления дополнительных миссий. Каждая миссия предполагает доставку от 2,5 до 5 тонн груза на МКС и возврат (или уничтожение) от 2,5 до 5 тонн груза с МКС. Миссии покроют снабжение Международной космической станции в период с 2019 по 2024 года, ожидается около 4 миссий ежегодно.
16 октября 2020 года были заказаны 2 дополнительные миссии у Northrop Grumman и 3 у SpaceX.
25 марта 2022 года НАСА объявило о заказе ещё по 6 дополнительных миссий у Northrop Grumman и SpaceX, которыми покроют снабжение МКС до 2026 года.
| Название миссии  | Дата (UTC)      | Дата (UTC)        | Результат |
| Название миссии  | начало миссии   | завершение миссии | Результат |
| ---------------- | --------------- | ----------------- | --------- |
| Cygnus CRS NG-12 | 2 ноября 2019   | 31 января 2020    | Успех     |
| Cygnus CRS NG-13 | 15 февраля 2020 | 29 мая 2020       | Успех     |
| Cygnus CRS NG-14 | 3 октября 2020  | 26 января 2021    | Успех     |
| SpaceX CRS-21    | 6 декабря 2020  | 14 января 2021    | Успех     |
| Cygnus CRS NG-15 | 20 февраля 2021 | 2 июля 2021       | Успех     |
| SpaceX CRS-22    | 3 июня 2021     | 10 июля 2021      | Успех     |
| Cygnus CRS NG-16 | 10 августа 2021 | 15 декабря 2021   | Успех     |
| SpaceX CRS-23    | 29 августа 2021 | 1 октября 2021    | Успех     |
| SpaceX CRS-24    | 21 декабря 2021 | 24 января 2022    | Успех     |
| Cygnus CRS NG-17 | 19 февраля 2022 | 29 июня 2022      | Успех     |
| SpaceX CRS-25    | 15 июля 2022    | 20 августа 2022   | Успех     |
| Cygnus CRS NG-18 | 7 ноября 2022   | 21 апреля 2023    | Успех     |
| SpaceX CRS-26    | 26 ноября 2022  | 11 января 2023    | Успех     |
| SpaceX CRS-27    | 15 марта 2023   | 15 апреля 2023    | Успех     |
| SpaceX CRS-28    | 5 июня 2023     | 30 июня 2023      | Успех     |
| Cygnus CRS NG-19 | 2 августа 2023  | 9 января 2024     | Успех     |
| SpaceX CRS-29    | 6 ноября 2023   | 21 декабря 2023   | Успех     |
| Cygnus CRS NG-20 | 30 января 2024  | 13 июля 2024      | Успех     |
| SpaceX CRS-30    | 21 марта 2024   | 30 апреля 2024    | Успех     |
| Cygnus CRS NG-21 | 4 августа 2024  | 30 марта 2025     | Успех     |
| SpaceX CRS-31    | 5 ноября 2024   | 17 декабря 2024   | Успех     |
| SpaceX CRS-32    | 21 апреля 2024  | н. в.             |           |
| Cygnus CRS NG-22 | 2025            |                   |           |
| SNC Demo-1       | 2025            |                   |           |
| SpaceX CRS-33    | август 2025     |                   |           |
| Cygnus CRS NG-23 | 2025            |                   |           |
| SpaceX CRS-34    | 2025            |                   |           |
| Cygnus CRS NG-24 | 2026            |                   |           |
| SpaceX CRS-35    | 2026            |                   |           |
| Cygnus CRS NG-25 | 2026            |                   |           |